# Antal Hetényi
Antall Gábor Hetényi (ur. 6 października 1947 w Budapeszcie, zm. 5 marca 2023 tamże) – węgierskijudoka. Olimpijczyk z Monachium 1972, gdzie zajął piąte miejsce wadze półśredniej.
Uczestnik mistrzostw świata w 1973 roku. Uczestnik turniejów.

## Letnie Igrzyska Olimpijskie 1972
| Konkurencja | Eliminacje              | Eliminacje                | Eliminacje              | Repasaże              | Finały                   | Klas. końcowa |
| Konkurencja | Przeciwnik I            | Przeciwnik II             | 1/4                     | Przeciwnik I          | o 3. miejsce             | Miejsce       |
| ----------- | ----------------------- | ------------------------- | ----------------------- | --------------------- | ------------------------ | ------------- |
| 70 kg       | Robert Sullivan (GBR) Z | Douglas Churchill (AUS) Z | Toyokazu Nomura (JPN) P | Wang Jong-she (TPE) Z | Antoni Zajkowski (POL) P | 5.            |